# Vardingholt
Vardingholt ist ein Stadtteil von Rhede im Kreis Borken in Nordrhein-Westfalen. Bis 1968 war Vardingholt eine eigenständige Gemeinde.

## Geographie
Vardingholt ist überwiegend eine landwirtschaftlich geprägte Streusiedlung. Die Bebauung der Rheder Kernstadt hat auf Teile von Vardingholt übergegriffen. Der Stadtteil umfasst den Nordteil des Gebiets der Stadt Rhede. Im äußersten Norden teilt sich Vardingholt das Naturschutzgebiet Burlo-Vardingholter Venn mit Borken-Burlo. Jenseits der Grenze zu den Niederlanden geht dieses in das Schutzgebiet Wooldse Veen über.

## Geschichte
Vardingholt war ursprünglich eine westfälische Bauerschaft, die sich nordöstlich des Kirchorts Rhede erstreckte. Die erste urkundliche Erwähnung stammt aus dem Jahr 1209. Seit dem 19. Jahrhundert bildete Vardingholt eine Landgemeinde im Amt Rhede des Kreises Borken. Am 1. August 1968 wurde Vardingholt mit den übrigen Gemeinden des Amtes Rhede zu einer neuen Gemeinde Rhede zusammengeschlossen, die 1975 das Stadtrecht erhielt.

## Einwohnerentwicklung
| Jahr | Einwohner | Quelle |
| ---- | --------- | ------ |
| 1858 | 1156      | [ 5 ]  |
| 1871 | 1080      | [ 6 ]  |
| 1885 | 1037      | [ 7 ]  |
| 1910 | 1141      | [ 8 ]  |
| 1925 | 1223      | [ 9 ]  |
| 1939 | 1363      | [ 9 ]  |
| 1950 | 1791      | [ 10 ] |
| 1968 | 1879      | [ 10 ] |

## Baudenkmäler
Das Wohngebäude der Brennerei Tangerding, das Herrenhaus Kretier, das Kötterhaus Am Rötering 25 sowie das Kötterhaus Kiwittstegge 22 stehen unter Denkmalschutz.

## Kultur
Träger des lokalen Brauchtums sind die St. Georgi Schützenbruderschaft Vardingholt Kirche und der St. Johannis Schützenverein Vardingholt Spoler. Seit dem Gründungsjahr 1953 trägt auch der Spielmannszug Vardingholt-Kirche 1953 e. V. zum kulturellen Leben in Vardingholt bei.

## Sport
Der SC Grün-Weiß Vardingholt ist der örtliche Sportverein.

## Persönlichkeiten
- Bernhard Heinrich Witte OMI (1926–2015), Missionar und Bischof von Concepción (Argentinien), in Vardingholt geboren